# 小日向文世
小日向 文世（こひなた ふみよ、1954年1月23日 - ）は、日本の俳優、ナレーター。愛称は、コヒさん。
北海道三笠市出身。東京写真専門学校（現：専門学校東京ビジュアルアーツ）卒業。ファザーズコーポレーション所属。

## 来歴

### 生い立ち
3人兄弟の末っ子。三笠市立三笠中学校、北海道三笠高校卒業。高校では美術部に所属し、主に油絵を描いていた。グラフィックデザイナーを目指して、御茶ノ水にあるデザインの専門学校に通っていた18歳の時、スキーで複雑骨折し骨盤や大腿部の筋を移植するなど2年間で8回の手術をする怪我を負う。そんな自分があまりにもかわいそうになり、これだけ痛い思いをしたのだから後は好きなことをやろうと、より熱心に写真の専門学校に通い始める。

### 役者の道へ
専門学校を通っていた時に役者業に興味を持つようになり、卒業後、22歳の時に俳優を目指すことを決意。初めは文学座に挑戦するがオーディションに落ちて失敗。しかしアルバイト先の先輩から、当時松田優作と並んで文学座で人気だった中村雅俊のコンサートスタッフ募集の話を聞いて手伝いを始め、いつのまにか中村の付き人を務めるようになる。その後も俳優への意欲は衰えることなく、中村にもきちんとした劇団へ入ることを勧められ、1977年、串田和美が主宰する「オンシアター自由劇場」の試験を受け、入団する。1996年の解散まで19年間在籍し、劇団の看板女優吉田日出子の相手役を務めた。
39歳で同じ劇団の女優だった11歳年下の女性と結婚し、長男をもうけるも翌年劇団が解散。その後は映画・テレビドラマなど映像分野での活躍を切望するも端役が多く、5年間で連続ドラマの出演作は1本のみ。事務所に給料の前借りをしてなんとか食いつなぐ借金生活に陥る。

### 実力派俳優として認知
1998年、平山秀幸監督の映画『愛を乞うひと』において、主人公と密接にかかわる大役を得て存在感を見せた。ドラマでは『世にも奇妙な物語』シリーズで次第に役が付くようになっていった。2000年代に入ると役の幅が広がり、映画『非・バランス』で難役であるオカマ役を演じて、高い演技力を見せつけた。
2001年、三谷幸喜演出の舞台『オケピ!』にとぼけたピアニスト役で出ている小日向を見たフジテレビのプロデューサーによって、木村拓哉主演のフジテレビ月9ドラマ『HERO』にメインキャストの1人として起用されレギュラー出演したところ、ドラマが全話視聴率30%超えを記録する大ヒットとなり、それを機に仕事が途切れなく入るようになり食べていけるようになる。フジテレビ系列の単発オムニバスドラマ『世にも奇妙な物語 '01春の特別編』の一編「厭な子供」にて主演を果たす。映画では2004年の『銀のエンゼル』で主演、連続ドラマでは2008年1月期の関西テレビ制作・フジテレビ系『あしたの、喜多善男 - 世界一不運な男の、奇跡の11日間 -』で主演を務めた。

### 近年の活躍
2016年1月9日より日本テレビ『ぶらり途中下車の旅』に、藤村俊二（2代目ナレーター）の後を引き継いで、3代目ナレーターとして登場した。

## 人物
- 家族への愛情が深く、2人の息子とはハグを交わし、妻とは毎日「行ってきます」のキスを欠かさない[12]。長男で俳優の小日向星一とは2018年放送のいすゞ自動車のCMで初共演を果たした[6]。次男の小日向春平も俳優で、兄の星一と『青天を衝け』で兄弟共演した[20]ほか、テレビ熊本のドキュメンタリードラマ『名優 笠智衆 春風のあるがごとし』では、父の文世が笠智衆の老年期を、春平が青年期を演じた[21]。

## 出演
出演作品（時期）役名の順に記載。役名が太字なのはメインキャラクター。

### 舞台
- 上海バンスキング（1979年 - 1994年 全9演）
- 5時の恋人（1992年11月）
- 阿呆劇 三文オペラ（1993年）
- 阿呆劇 フィガロの結婚（1995年）
- 幽霊はここにいる（1998年5月）
- 月ノ光（2000年4月）
- VOYAGE（2000年10月）
- オケピ!（2000年6月 - 7月、2003年3月 - 5月）
- 彦馬がゆく（2002年1月 - 3月）
- ドライブイン・カリフォルニア（2004年4月 - 5月）
- マダラ姫（2004年12月）
- ミザリー（2005年6月 - 7月、2007年9月 - 11月）
- 12人の優しい日本人（2005年12月 - 2006年1月）
- 海をゆく者（2009年11月16日 - 12月8日、パルコ劇場）[13]
  - 海をゆく者（2014年12月8日 - 2014年12月28日、パルコ劇場 他）[22]
  - 海をゆく者（2023年12月7日 - 2024年1月29日、パルコ劇場 他）[23]
- 国民の映画 - ヨーゼフ・ゲッベルス
  - （2011年3月6日 - 4月3日、PARCO劇場 / 4月6日 - 17日、森ノ宮ピロティホール / 4月20日 - 5月1日、神奈川芸術劇場ホール）
  - （2014年2月8日 - 3月9日、PARCO劇場 / 3月13日 - 16日、森ノ宮ピロティホール / 3月21日 - 23日、刈谷市総合文化センター大ホール / 4月4日 - 6日、福岡市民会館大ホール）[24]
- あかいくらやみ〜天狗党幻譚〜（2013年5月5日 - 26日、Bunkamuraシアターコクーン） - 武田金次郎[25]
- DISGRACED／ディスグレイスト -恥辱-（2016年9月、世田谷パブリックシアター） - アミール[26]
- オーランドー（2017年9月23日 - 10月9日、KAAT神奈川芸術劇場 / 10月18日、松本市民芸術館 / 10月21日 - 22日、兵庫県立芸術文化センター / 10月26日 - 29日、新国立劇場中劇場） - エリザベス女王[27]
- 私の恋人（2019年、東京・本多劇場 / 岩手・ 久慈ほか）[28]
  - 私の恋人beyond（2022年6月30日 - 7月31日、東京・本多劇場、札幌、岩手ほか）[29]
- ART (戯曲)（英語版）（2020年3月20日 - 22日、彩の国さいたま芸術劇場 / 3月25日 - 27日、サンケイホールブリーゼ）[注 2] - セルジュ 役[31]

### 映画
- 上海バンスキング（1988年） - 弘田真造 ※映画デビュー作
- 眠る男（1996年）
- MISTY（1997年）
- マルタイの女（1997年） - 夫役の俳優
- 愛を乞うひと（1998年） - 王東谷（おん）
- がんばっていきまっしょい（1998年） - 現在の教育委員会職員
- リング2（1999年） - 川尻医師
- オーディション（2000年） - テレビ局のプロデューサー
- 風花（2001年） - 澤城廉司の上司
- 非・バランス（2001年） - 菊ちゃん／準主役
- みんなのいえ（2001年） - エプロンのマスター
- ターン（2001年） - 画廊主人
- 仄暗い水の底から（2002年） - 浜田邦夫
- 火星のカノン（2002年） - 出口公平
- 群青の夜の羽毛布（2002年） - さとるの父
- ラストシーン（2002年） - プロデューサー
- 木更津キャッツアイ 日本シリーズ（2003年） - 田渕公助
  - 木更津キャッツアイ ワールドシリーズ（2006年） - 田渕公助
- g@me.（2003年） - 制服警官
- CASSHERN（2004年） - 上月竜三（上月博士）
- 69 sixty nine（2004年） - 吉岡先生
- MASK DE 41（2004年）
- スウィングガールズ（2004年） - 鈴木泰三（友子の父）
- 下弦の月〜ラスト・クォーター（2004年） - 安岡洋祐
- 恋の門（2004年） - 居酒屋の親父
- いま、会いにゆきます（2004年） - 野口医師
- 銀のエンゼル（2004年） - 北島昇一
- 阿修羅城の瞳（2005年） - 四世鶴屋南北
- いらっしゃいませ、患者さま。（2005年） - 中島和夫（癌患者）
- タッチ（2005年） - 上杉信悟
- 深紅（2005年） - 秋葉由紀彦
- せかいのおわり（2005年） - 美容院店長
- 絶対恐怖 Pray プレイ（2005年） - 夫
- ALWAYS 三丁目の夕日（2005年） - 川渕康成
  - ALWAYS 続・三丁目の夕日（2007年） - 川渕康成
- UDON（2006年） - 藤元良一
- ミラクルバナナ（2006年） - 森山鉱一
- 虹の女神（2006年） - 佐藤安二朗
- 7月24日通りのクリスマス（2006年） - 本田五郎
- それでもボクはやってない（2007年） - 室山省吾
- そのときは彼によろしく（2007年） - 遠山悟朗
- 遠くの空に消えた（2007年） - 土田信平
- HERO（2007年） - 末次隆之
  - HERO（2015年7月18日） - 末次隆之
- あの空をおぼえてる（2008年） - 福田正幸（英治の小学校のカウンセラー）
- 僕の彼女はサイボーグ（2008年） - TVリポーター
- ザ・マジックアワー（2008年） - 長谷川謙十郎
- 20世紀少年 -第1章- 終わりの始まり（2008年） - ヤマネ
- その日のまえに（2008年） - 富永
- ハッピーフライト（2008年） - 望月貞男（機長）
- K-20 怪人二十面相・伝（2008年） - 先生（サーカス団の団長）
- 20世紀少年 -第2章- 最後の希望（2009年） - ヤマネ
- GOEMON（2009年） - 弥七（遊郭の番頭）
- 重力ピエロ（2009年） - 奥野正志（父）
- 沈まぬ太陽（2009年） - 国民航空123便操縦士
- サイドウェイズ（2009年） - 斉藤道雄[32]
- おとうと（2010年） - 小宮山進
- アウトレイジ（2010年） - 悪徳マル暴刑事 片岡
  - アウトレイジ ビヨンド（2012年） - 悪徳マル暴刑事 片岡
- 必死剣 鳥刺し（2010年） - 保科十内
- 僕と妻の1778の物語（2011年） - 新聞の集金人
- 犬飼さんちの犬（2011年） - 犬飼保
- スマグラー おまえの未来を運べ（2011年） - 西尾健児
- ステキな金縛り（2011年） - 段田譲治
- 逆転裁判（2012年） - 灰根高太郎
- 県庁おもてなし課（2013年） - 高知県知事 中浜龍次郎
- サンゴレンジャー （2013年） - 速水裕樹
- 清須会議 （2013年） - 丹羽長秀
- 悪夢ちゃん The 夢ovie（2014年） - 古藤万之介
- 舞妓はレディ（2014年） - 市川勘八郎
- ソロモンの偽証 前篇・事件 / 後篇・裁判（2015年） - 津崎正男
- 予告犯（2015年） - 設楽木匡志
- 劇場版 MOZU（2015年） - 津城俊輔
- 杉原千畝 スギハラチウネ（2015年） - 大島浩
- サバイバルファミリー（2017年） - 鈴木義之[33]
- ラストコップ THE MOVIE（2017年） - 神野晴彦
- ミックス。（2017年） - 富田達郎
- 鋼の錬金術師（2017年） - ハクロ将軍[34]
- 祈りの幕が下りる時（2018年） - 浅居忠雄[35]
- マスカレード・ホテル（2019年） - 能勢[36]
  - マスカレード・ナイト (2021年） - 能勢
- かぞくわり（2019年）[37] - 堂下健一郎
- そらのレストラン（2019年） - 大谷雄二[38]
- コンフィデンスマンJP -ロマンス編-（2019年） - リチャード
  - コンフィデンスマンJP -プリンセス編-（2020年） - リチャード
  - コンフィデンスマンJP -英雄編-（2022年）- リチャード
- アルキメデスの大戦（2019年） - 宇野積蔵[39]
- カツベン!（2019年） - 橘重蔵
- 劇場版 奥様は、取り扱い注意（2021年） - 池辺章
- “それ”がいる森（2022年） - 児玉勉
- 映画 イチケイのカラス（2023年） - 駒沢義男 役[40]
- 湯道（2023年） - 横山正[41]
- 大名倒産（2023年） - 橋爪佐平次[42]
- 劇場版 アナウンサーたちの戦争（2024年） - 下村宏[43]
- サンセット・サンライズ（2025年） - 大津誠一郎[44]
- 盤上の向日葵（2025年公開予定） - 唐沢光一朗[45]
- 劇場版「緊急取調室 THE FINAL」（2025年公開予定） - 小石川春夫 役[46][47][48]

### 劇場アニメ
- メアリと魔女の花 （2017年7月8日） - ドクター・デイ[49]

### テレビドラマ
- 説得 エホバの証人と輸血拒否事件（1993年、TBS）
- 美味しんぼ3 究極VS至高 生命の対決!（1996年、フジテレビ） - 製麺会社の社長
- 3番テーブルの客（1997年、フジテレビ）
- 僕が僕であるために（1997年、フジテレビ） - 岩永 役
- 大河ドラマ（NHK総合）
  - 毛利元就（1997年）[50] - 近習・木村
  - 徳川慶喜（1998年） - 西周
  - 新選組!（2004年） - 佐藤彦五郎
  - 風林火山（2007年） - 諏訪頼重
  - 平清盛（2012年） - 源為義[51]
  - 真田丸（2016年） - 豊臣秀吉[52]
- 職員室（1997年、TBS） - 菊地則雄
- 恋、した。／花椿の秘密（1997年7月7日、テレビ東京）
- 火曜サスペンス劇場「女検事・霞夕子11 家族写真」（1997年7月22日、日本テレビ） - 池川敦夫
- ニュースの女 第10、11話（1998年、フジテレビ） - 内山田
- 神様、もう少しだけ 第10話（1998年、フジテレビ）
- 世にも奇妙な物語（フジテレビ）
  - '98秋の特別編「懲役30日」（1998年） - 弁護士
  - '00春の特別編「銃男」（2000年） - 課長
  - '01春の特別編「厭な子供」（2001年） - 高部雄三
  - 〜2007春の特別編〜「回想電車」（2007年） - 輿水
- あぶない放課後 第5話（1999年、テレビ朝日）
- リング〜最終章〜 第1話 - 第3話（1999年、フジテレビ） - 金田教授
- Over Time-オーバー・タイム 第9話（1999年、フジテレビ）
- 古畑任三郎（フジテレビ）
  - 古畑任三郎 第3シリーズ「悲しき完全犯罪」（1999年） - 小田嶋佐吉
  - 古畑任三郎 ファイナル「ラスト・ダンス」（2006年） - ブルガリ三四郎 / 誉陽一
- 永遠のアトム・手塚治虫物語（1999年、テレビ東京）
- 金曜エンタテイメント （フジテレビ）
  - おだまりコンビ 芸能界殺しのパズル（1999年） - 神崎将一
  - スチュワーデス刑事 9（2005年） - 下山浩次
  - 松本清張スペシャル・蒼い描点（2006年9月） - 白井良介
- 六番目の小夜子 第8話 - 第10話（2000年、NHK教育 ドラマ愛の詩） - 三田先生
- おいね 〜父の名はシーボルト〜（2000年、NHK総合） - 俵屋時次郎
- 京極夏彦 「怪」 第3話「赤面ゑびす」（2000年7月20日、WOWOW） - 吟蔵
- J Jママ!（2000年、BSフジ） - 城之内健一
- HERO（2001年、フジテレビ） - 末次隆之
  - HERO特別編（2006年7月3日、フジテレビ）
  - HERO 第2シリーズ（2014年7月 - 9月）[53]
- 救命病棟24時（第2シリーズ） （2001年、フジテレビ） - 神林千春
- さよなら、小津先生（2001年、フジテレビ） - 佐野宗男
- 白線流し - 旅立ちの詩（2001年、フジテレビ）
- 光の帝国（2001年、NHK総合） - 春田貴世誌
- 木更津キャッツアイ（2002年、TBS） - 田渕公助
- ビッグマネー!〜浮世の沙汰は株しだい〜（2002年、フジテレビ） - 辰美周二
- 天才柳沢教授の生活（2002年、フジテレビ） - 山口幸弘
- 連続テレビ小説（NHK総合）
  - まんてん（2002年10月 - 2003年3月） - 穂積甚六
  - まれ（2015年3月 - 9月） - 池畑大悟[54]
  - ばけばけ（2025年後期放送予定） - 松野勘右衛門[55]
- 僕の生きる道（2003年、関西テレビ） - 金田勉三
- HR 第14回（2003年1月15日水曜日、フジテレビ） - 「サンチョ・パンサ」店長
- ひと夏のパパへ（2003年、TBS） - 外古葉修二
- 太閤記 サルと呼ばれた男（2003年12月、フジテレビ） - 竹中半兵衛
- 女子刑務所東三号棟（TBS）
- 僕と彼女と彼女の生きる道（2004年、関西テレビ制作、フジテレビ系） - 井上啓一
- オレンジデイズ（2004年、TBS） - 堺田教授
- WATER BOYS2（2004年、フジテレビ） - 矢沢明
- 金田一耕助シリーズ（フジテレビ） - 横溝正史
  - 犬神家の一族（2004年4月3日）
  - 八つ墓村（2004年10月1日）
  - 女王蜂（2006年1月6日）
  - 悪魔が来りて笛を吹く（2007年1月5日）
  - 悪魔の手毬唄（2009年1月5日）
- めだか（2004年、フジテレビ） - 種田直文
- たったひとつのたからもの（2004年、日本テレビ）
- 優しい時間 第5話（2005年、フジテレビ） - 記憶をなくした男
- タイガー&ドラゴン 第7話（2005年、TBS） - 柳亭小しん
- 瑠璃の島（2005年、日本テレビ） - 米盛照明
- がんばっていきまっしょい（2005年、関西テレビ制作、フジテレビ系） - 根本満
- 土曜ワイド劇場「刑事の妻〜デカツマ〜」（2005年、2009年 テレビ朝日） - 望月龍之介
- 新・科捜研の女2 第9話（2005年、テレビ朝日） - 楠見純一
- あいのうた（2005年、日本テレビ） - 飯塚英樹
- 相棒 Season4　第4話「密やかな連続殺人」・第5話「悪魔の囁き」（2005年11月2日・9日、テレビ朝日） - 村木重雄
- 里見八犬伝（2006年1月2日-1月3日、TBS） - 大塚蟇六
- アテンションプリーズ（2006年4月、フジテレビ） - 桜田信哉
  - アテンションプリーズスペシャル ハワイ・ホノルル編（2007年1月13日） - 桜田信哉
  - アテンションプリーズスペシャル オーストラリア・シドニー編（2008年4月3日） - 桜田信哉
- 水曜ミステリー9（テレビ東京）
  - 港町人情ナース（2006年 - 2008年） - 轟幸太郎
- 僕の歩く道（2006年10月 - 12月、関西テレビ制作、フジテレビ系） - 古賀年雄
- 佐賀のがばいばあちゃん（2007年1月、フジテレビ） - 北村先生
- 土曜プレミアム（フジテレビ）
  - 仕掛人藤枝梅安（2006年11月） - 彦次郎
  - 戦場のメロディ（2009年9月12日） - 教誨師・加賀尾秀忍
- 金曜プレステージ（フジテレビ）
  - 壊れた脳 生存する知（2007年1月19日） - 信幸
  - 特別企画 目線（2010年12月17日）
- セレンディップの奇跡（2007年3月12日、日本テレビ） - 店主
- 警視庁捜査一課9係 season2 第1話・第2話（2007年4月25日・5月2日、テレビ朝日） - 赤岩晴彦
- 牛に願いを Love&Farm（2007年7月 - 9月、関西テレビ） - 寺西悠太郎
- 恋のから騒ぎ - Love StoriesIV -「殺したい女」（2007年11月30日、日本テレビ系）
- あしたの、喜多善男 - 世界一不運な男の、奇跡の11日間 -（2008年1月 - 3月、関西テレビ制作、フジテレビ系） - 喜多善男
- ハチワンダイバー（2008年5月 - 7月、フジテレビ） - 鈴木歩人
- 太陽と海の教室（2008年7月 - 9月、フジテレビ） - 神谷龍之介
- SCANDAL（2008年10月 - 12月、TBS） - 勝沼龍太郎
- 関西テレビ放送開局50周年記念ドラマ（2008年10月7日、関西テレビ・フジテレビ）
  - ありがとう、オカン（2008年10月7日）
  - トライアングル（2009年1月 - 3月） - 丸山慶太
- ドラマ8「七瀬ふたたび」（2008年10月 - 12月、NHK総合） - 火田精一郎
- いじわるばあさん（2009年1月9日、フジテレビ） - 伊地割シゲル
- 婚カツ!（2009年4月 - 6月、フジテレビ） - 雨宮邦夫
- 戦場のメロディ（2009年9月12日、フジテレビ） - 加賀尾秀忍
- JIN-仁--  勝海舟
  - JIN-仁-（2009年10月11日 - 12月20日、TBS）
  - 開局60周年記念ドラマ JIN-仁- 完結編（2011年4月17日 - 6月26日、TBS）
- ドラマW「第三のミス - まず石を投げよ - 」（2009年12月13日、WOWOW）
- Wの悲劇（2010年1月11日、TBS） - 中里右京
- わが家の歴史（2010年4月9日 - 4月11日、フジテレビ） - 岸信介
- 警視庁失踪人捜査課 （2010年4月 - 6月、朝日放送・テレビ朝日） - 法月大智
  - 警視庁失踪人捜査課スペシャル（2011年12月24日）
- ハンマーセッション!（2010年7月 - 9月、TBS） - 水城賢一
- 連続ドラマW「マークスの山」（2010年10月17日 - 11月14日、WOWOW） - 日弁連理事 林原雄三[56]
- 2夜連続 松本清張スペシャル 球形の荒野（2010年11月26日・27日、フジテレビ） - 筒井源三郎
- パーフェクト・リポート（2010年10月17日 - 12月19日、フジテレビ） - 白石弘[57]
- 連続テレビドラマ 犬飼さんちの犬（2011年1月 - 4月、東名阪ネット6） - 犬飼保
- 月曜ゴールデン 新春特別企画 内部調査官・水平直の報告書（2011年1月17日、TBS） - 嶋田譲
- TAROの塔（2011年2月 - 3月、NHK総合） - 丹下健三
- ブルドクター（2011年7月 - 9月、日本テレビ） - 武田伸生
- 専業主婦探偵〜私はシャドウ（2011年10月 - 12月、TBS） - 藤元泰介
- ステキな隠し撮り 完全無欠のコンシェルジュ（2011年11月5日、フジテレビ） - 満身創痍
- 聖なる怪物たち（2012年1月 - 3月、テレビ朝日） - 大久保志郎
- 浪花少年探偵団（2012年7月 - 9月、TBS） - 中田幸夫[58]
- プレミアムドラマ 高橋留美子劇場 第1章「赤い花束」（2012年7月8日、NHK BSP） - 吉本一[51]
- 大奥〜誕生［有功・家光篇］（2012年10月12日 - 12月14日、TBS） - 万里小路有純
- ダブルフェイス 潜入捜査編（2012年10月15日 、TBS） - 織田大成
  - ダブルフェイス 偽装警察編（2012年10月27日 、WOWOW） - 織田大成
- 悪夢ちゃん（2012年10月 - 12月、日本テレビ） - 古藤万之介
- ラストホープ（2013年1月 - 3月、フジテレビ） - 古牧利明
- でたらめヒーロー（2013年4月 - 6月、読売テレビ・日本テレビ） - 黒木慶
- ドラマスペシャル DOCTORS〜最強の名医〜（2013年6月1日、テレビ朝日） - 松田義雄
  - DOCTORS2 〜最強の名医〜 第5話 - 最終話（2013年8月8日 - 9月5日、テレビ朝日）[59]
  - 新春ドラマスペシャル DOCTORS 最強の名医 2015（2015年1月4日）
- 神様のベレー帽〜手塚治虫のブラック・ジャック創作秘話〜（2013年9月24日、関西テレビ） - 謎の男
- 特捜最前線2013〜7頭の警察犬（2013年9月29日、テレビ朝日） - 乾部兵庫
- 嫌われ監察官 音無一六（2013年12月18日 - テレビ東京 水曜ミステリー9→ドラマ特別企画→月曜プレミア8→金曜8時のドラマ） - 音無一六
  - 第1作（2013年12月18日）[60]
  - 第2作（2014年11月5日）
  - 第3作（2016年2月24日）
  - 第4作（2017年1月18日）
  - 第5作（2018年7月6日）
  - 第6作（2020年9月7日）
  - Season1（2022年5月6日 - 6月17日 ）[61]
- 緊急取調室（2014年1月 - 3月、テレビ朝日） - 小石川春夫
  - ドラマスペシャル 緊急取調室〜女ともだち〜（2015年9月27日、テレビ朝日）[62]
  - 緊急取調室 SECOND SEASON（2017年4月 - 6月、テレビ朝日）[63]
  - 緊急取調室 THIRD SEASON（2019年4月 - 6月、テレビ朝日）
  - 緊急取調室 FOURTH SEASON（2021年7月 - 9月、テレビ朝日）
  - 新春ドラマスペシャル「緊急取調室 特別招集 2022 8億円のお年玉」（2022年1月3日、テレビ朝日）
  - 緊急取調室 FIFTH SEASON（2025年10月〈予定〉 - 、テレビ朝日）[48]
- 月曜ゴールデン ツインズ〜早乙女兄弟の推理日誌〜（2014年1月27日、TBS） - 早乙女京介・洋介（二役）
- 星新一ミステリーSP「きまぐれロボット」（2014年2月15日、フジテレビ） - エヌ氏
- MOZU Season1〜百舌の叫ぶ夜（2014年4月 - 6月、TBS） - 津城俊輔[64]
  - MOZU Season2〜幻の翼（2014年6月 - 7月、WOWOW / 2014年10月 - 11月、TBS）
- 孤独のグルメ Season4 第7話（2014年8月20日、テレビ東京） - まめぞ 主人 役
- おやじの背中 最終話「北別府さん、どうぞ」（2014年9月14日、TBS） - 古郡
- Dr.倫太郎（2015年4月 - 6月、日本テレビ） - 円能寺一雄[65]
- 不便な便利屋 第9話（2015年6月6日、テレビ東京） - ヤクザ組長 木村[66]
- リスクの神様（2015年7月 - 9月、フジテレビ） - 白川誠一郎[67]
- あの日見た花の名前を僕達はまだ知らない。（2015年9月21日、フジテレビ） - 宿海篤[68]
- ビューティフル・スロー・ライフ（2015年12月24日、NHK総合） - マエストロK[69]
- いつかこの恋を思い出してきっと泣いてしまう（2016年1月18日 - 3月21日、フジテレビ） - 井吹征二郎
- スミカスミレ 45歳若返った女（2016年2月 - 3月、テレビ朝日） - 天野早雲[70]
- 天才バカボン（日本テレビ） - レレレのおじさん[71]
  - 天才バカボン〜家族の絆（2016年3月11日）
  - 天才バカボン2（2017年1月6日）
  - 天才バカボン3〜愛と青春のバカ田大学（2018年5月4日）
- 重版出来!（2016年4月 - 6月、TBS） - 三蔵山龍[72]
- グ・ラ・メ!〜総理の料理番〜（2016年7月 - 9月、テレビ朝日） - 阿藤一郎[73]
- THE LAST COP/ラストコップ（2016年10月 - 12月、日本テレビ） - 神野晴彦
- みをつくし料理帖（2017年5月 - 7月、NHK総合）[74] - 種市
  - みをつくし料理帖スペシャル（2019年12月、NHK総合）
- 風雲児たち〜蘭学革命（れぼりゅうし）篇〜（2018年1月1日、NHK総合） - 吉雄耕牛[75]
- 欠点だらけの刑事（テレビ朝日） - 百野冬美男[76]
  - 欠点だらけの刑事（第1作）（2018年2月4日）
  - 欠点だらけの刑事（第2作）（2021年9月22日）
- バイプレイヤーズ 〜もしも名脇役がテレ東朝ドラで無人島生活したら〜 第1話・第2話（2018年2月7日・14日、テレビ東京） - 小日向文世（本人役、大杉漣の代役） 役[77]
- ミッドナイト・ジャーナル 消えた誘拐犯を追え!七年目の真実（2018年3月30日、テレビ東京） - 二階堂實[78]
- コンフィデンスマンJP（2018年4月9日 - 6月11日、フジテレビ） - リチャード[79]
  - コンフィデンスマンJP 運勢編（2019年5月18日）
- 高嶺の花（2018年7月11日 - 9月12日、日本テレビ） - 月島市松[80]
- 未解決事件 File.7 警視庁長官狙撃事件（2018年9月8日、NHK総合） - 警視総監 役
- リーガルV〜元弁護士・小鳥遊翔子〜（2018年10月11日 - 12月13日、テレビ朝日） - 天馬壮一郎[81]
- 東野圭吾 手紙（2018年12月19日、テレビ東京） - 平野宗一郎
- メゾン・ド・ポリス（2019年1月11日 - 3月15日、TBS） - 高平厚彦[82]
- 浮世の画家（2019年3月24日、NHK BS8K/3月30日、NHK総合） - 森山誠治・モリさん 役
- 東京二十三区女 第3話（2019年4月27日、WOWOW）
- 永遠のニシパ 〜北海道と名付けた男 松浦武四郎〜（2019年7月15日、NHK北海道） - 鍋島直正 役
- 特別ドラマ さんまが泣いた日 (2019年12月1日、日本テレビ) - 笑福亭松之助 役[注 3][83]
- フジテレビ開局60周年特別企画 教場（2020年1月4日 - 5日、フジテレビ） - 四方田秀雄 役
  - 教場II（2021年1月3日 - 4日）
  - フジテレビ開局65周年特別企画「風間公親-教場0-」第1話・第4話 - 第6話・第10話・最終話（2023年4月10日・5月1日 - 5月15日・6月12日・6月19日）[84]
- 70才、初めて産みますセブンティウイザン。（2020年4月5日 - 5月24日、NHK BSP・BS4K） - 江月朝一 役[85]
- 今だから、新作ドラマ作ってみました 第2夜「さよならMyWay!!!」（2020年5月5日、NHK総合） - 宍戸道男 役
- MIU404 第5話・第8話（2020年7月24日、8月14日、TBS） - 蒲郡慈生 役[86][87]
- 日曜劇場 危険なビーナス（2020年10月11日 - 12月13日、TBS） - 兼岩憲三 役[88]
- イチケイのカラス（2021年4月5日 - 6月14日、フジテレビ） - 駒沢義男 役[89]
  - イチケイのカラス スペシャル（2023年1月14日、フジテレビ）[90]
- 管理官キング（2022年1月6日、テレビ朝日） -  須藤英雄 役 [91]
- ミステリと言う勿れ 第5話・第10話・第11話（2022年2月7日・3月14日・21日、フジテレビ） - 牛田悟郎 役[92]
- 木のストロー（2022年2月26日、フジテレビ） - 富永佳樹 役[93]
- 競争の番人（2022年7月11日 - 9月19日、フジテレビ） - 藤堂清正 役[94]
- 名優 笠智衆〜春風のあるがごとし〜（2023年1月22日、テレビ熊本郷土の偉人シリーズ）- 笠智衆 役[95]
- VIVANT 第1話 - 第4話（2023年7月16日 - 8月6日、TBS） - 長野利彦 役[96][97]
- NHKスペシャル「アナウンサーたちの戦争」（2023年8月14日、NHK総合） - 下村宏 役
- 下剋上球児（2023年10月15日 - 12月17日、TBS） - 犬塚樹生 役[98]
- Believe-君にかける橋-（2024年4月25日 - 6月20日、テレビ朝日） - 磯田典孝 役[99]
- 降り積もれ孤独な死よ（2024年7月7日 - 9月8日、読売テレビ・日本テレビ） - 灰川十三 役[100]
- 全領域異常解決室（2024年10月9日 - 12月18日、フジテレビ） - 宇喜之民生 役[101]
- ホットスポット（2025年1月12日 - 3月16日、日本テレビ） - 村上文男 / 村上博貴 役[102][103]
- わが家は楽し（2025年3月13日、TBS） - 平山幸之助 役[104]
- 人事の人見（2025年4月8日 - 6月17日、フジテレビ） - 里井嘉久 役[105]

### WEBドラマ
- プリズン・オフィサー（2015年2月1日 - 全4話、BeeTV） - 平凡太[106]
- 恋に落ちたおひとりさま〜スタンダールの恋愛論〜（2022年3月18日配信、全10話、Amazon Prime Video） - スタンダール 役[107]
- THE DAYS（2023年6月1日配信、Netflix） - 内閣総理大臣・東 役[108][109]
- 笑ゥせぇるすまん #12「サブスクおじいちゃん」（2025年8月1日配信、Amazon Prime Video）[110][111]

### テレビアニメ
- いぬやしき（2017年10月 - 12月） - 犬屋敷壱郎[112]

### 吹き替え
- Ultraman: Rising（2024年） - サトウ教授[113]

### テレビ番組
- 歴史スペシャル 「揺るぎなき先人〜茶聖 千利休〜」（2010年12月31日、テレビ東京） - ナレーション
- ぶらり途中下車の旅（2016年1月9日 - 、日本テレビ） - 3代目ナレーション担当[19]

### PV
- 山崎まさよし『真夜中のBoon Boon』[114]

### CM
- サントリー「ザ・プレミアム・モルツ」（2004年 - 、主にナレーションだが、一部CMでは出演している）
- 久光製薬「コレストン」（2009年8月 - ）
- 東京海上日動火災保険（2010年8月 - 、イメージキャラクター「東京海ジョー」の声）
- ダイハツ工業「ダイハツ・ムーヴ」（2011年11月-2012年11月）
- 三菱東京UFJ銀行
  - 「Do Smart」（2012年7月 - ）
  - 「NISA」（2014年1月 - ）
- アサヒ飲料「ワンダ 大人ワンダ ザ・スタンダード」（2013年1月 - ）[115]
- わかさいも（2014年4月 - ）
- 三井不動産「三井不動産ストーリー」（2014年11月 - ）
- ソフトバンクモバイル「白戸家シリーズ」（2015年7月 - ） - 悪代官[116]、ゴルゴ13[117] 役
- いすゞ自動車「エルフ」（2016年8月 - ）[5][6]
- グラクソ・スミスクライン・コンシューマー・ヘルスケア・ジャパン「ポリデント」「ポリグリップ」（2017年7月 - ）[118]
- アサヒビール「アサヒスーパードライ」（2019年12月 - ）[119]
- TikTok
  - 「meet your X」（2020年8月 - ）[120]
  - 「The Power of LIKE」（2021年10月 - ）[121]
- 住友林業「Good NeighborWood 森と人は、良き隣人になろう。」（2022年9月 - ）板垣李光人と共演[122]。
- アシロ「ベンナビ」（2023年6月 - ） ※関西地方[123]
- 日本マニュファクチャリングサービス「がんばるあなたに、再就職。」篇（2024年10月11日 - ）中山翔貴と共演[124]

## 受賞歴
2012年度
- 第19回読売演劇大賞 最優秀男優賞（『国民の映画』）
- 第86回キネマ旬報ベスト・テン 助演男優賞（『アウトレイジ ビヨンド』ほか）